# Championnat du monde féminin d'échecs 1978

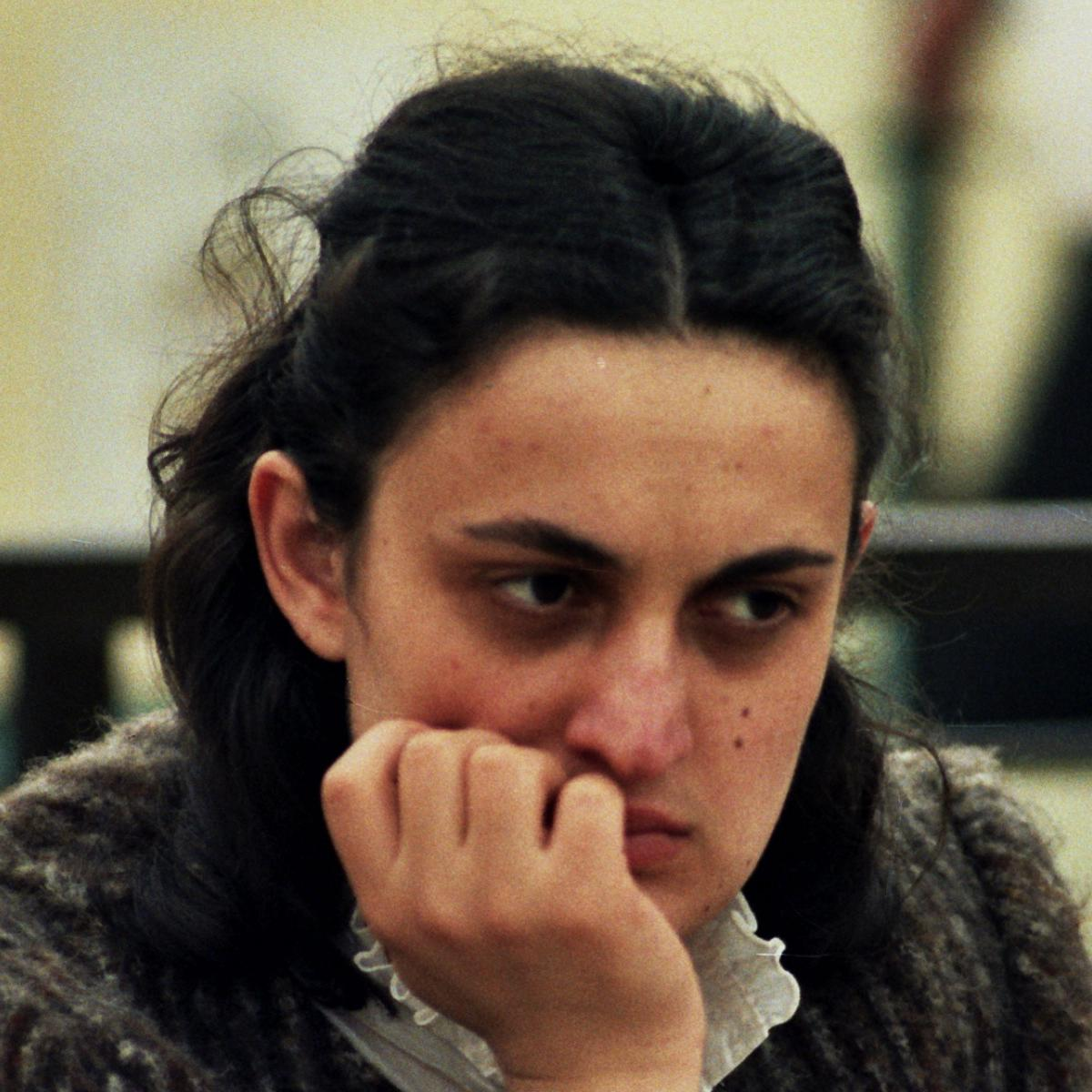
Maia Chiburdanidze en 1984

Le championnat du monde féminin d'échecs de 1978 a été remporté par Maia Chiburdanidze, qui a battu la championne sortante Nona Gaprindashvili à seulement 17 ans.

## Tournois interzonaux de 1976
Pour la première fois, le cycle féminin comprenait non pas un mais deux tournois interzones, organisés à Roosendaal (Pays-Bas) et à Tbilissi (RSS de Géorgie) en novembre et décembre 1976, réunissant les meilleures joueuses de chaque zone de la FIDE. Au total, 25 joueuses ont participé à ces tournois, les trois premières de chaque interzone se qualifiant pour le Tournoi des Candidates.
Akhmilovskaya et l'ancienne triple challenger Kushnir (qui représente aujourd'hui Israël) ont partagé la première place à Roosendaal, tandis que Lematschko a pris la troisième et dernière place des candidates après un barrage contre van der Mije.
À Tbilissi, Fatalibekova s'est imposée, avec un demi-point d'avance sur Kozlovskaya et sur la jeune prodige Chiburdanidze, âgée de 15 ans.
|    | Joueuses                         | 1 | 2 | 3 | 4 | 5 | 6 | 7 | 8 | 9 | 10 | 11 | 12 | 13 | 14 | Points | Départage |
| -- | -------------------------------- | - | - | - | - | - | - | - | - | - | -- | -- | -- | -- | -- | ------ | --------- |
| 1  | Elena Akhmilovskaïa (URS)        | - | ½ | 0 | 1 | ½ | 1 | ½ | ½ | 1 | 1  | ½  | 1  | 1  | 1  | 9½     | 54.25     |
| 2  | Alla Kushnir (ISR)               | ½ | - | ½ | 0 | 1 | ½ | ½ | 1 | 1 | 1  | 1  | ½  | 1  | 1  | 9½     | 54.00     |
| 3  | Alexandra van der Mije (NED)     | 1 | ½ | - | 1 | ½ | ½ | 1 | ½ | ½ | 0  | ½  | 1  | 1  | 1  | 9      | 54.75     |
| 4  | Tatjana Lematschko (BUL)         | 0 | 1 | 0 | - | 0 | 1 | ½ | 1 | 1 | 1  | ½  | 1  | 1  | 1  | 9      | 49.00     |
| 5  | Zsuzsa Verőci (HUN)              | ½ | 0 | ½ | 1 | - | ½ | 1 | 0 | ½ | 1  | ½  | 1  | 1  | 1  | 8½     |           |
| 6  | Jana Malypetrová (ENG)           | 0 | ½ | ½ | 0 | ½ | - | ½ | 1 | ½ | ½  | 1  | ½  | 1  | 1  | 7½     |           |
| 7  | Liudmila Belavenets (URS)        | ½ | ½ | 0 | ½ | 0 | ½ | - | ½ | ½ | 1  | 1  | ½  | ½  | 1  | 7      |           |
| 8  | Tatjana Fomina (URS)             | ½ | 0 | ½ | 0 | 1 | 0 | ½ | - | 0 | 1  | ½  | ½  | 1  | 1  | 6½     | 34.75     |
| 9  | Milunka Lazarević (YUG)          | 0 | 0 | ½ | 0 | ½ | ½ | ½ | 1 | - | 0  | ½  | 1  | 1  | 1  | 6½     | 32.50     |
| 10 | Corry Vreeken (NED)              | 0 | 0 | 1 | 0 | 0 | ½ | 0 | 0 | 1 | -  | 1  | ½  | 1  | ½  | 5½     |           |
| 11 | Ruth Orton (USA)                 | ½ | 0 | ½ | ½ | ½ | 0 | 0 | ½ | ½ | 0  | -  | 1  | 0  | 1  | 5      |           |
| 12 | Maria Cristina de Oliveira (BRA) | 0 | ½ | 0 | 0 | 0 | ½ | ½ | ½ | 0 | ½  | 0  | -  | 1  | ½  | 4      |           |
| 13 | Ilse de Caro (COL)               | 0 | 0 | 0 | 0 | 0 | 0 | ½ | 0 | 0 | 0  | 1  | 0  | -  | 1  | 2½     |           |
| 14 | Rita Gramignani (ITA)            | 0 | 0 | 0 | 0 | 0 | 0 | 0 | 0 | 0 | ½  | 0  | ½  | 0  | -  | 1      |           |
|    | Joueuses                    | 1 | 2 | 3 | 4 | 5 | 6 | 7 | 8 | 9 | 10 | 11 | Points | Départage |
| -- | --------------------------- | - | - | - | - | - | - | - | - | - | -- | -- | ------ | --------- |
| 1  | Elena Fatalibekova (URS)    | - | ½ | 1 | ½ | ½ | ½ | ½ | 1 | ½ | 1  | 1  | 7      |           |
| 2  | Maia Chiburdanidze (URS)    | ½ | - | 1 | 0 | ½ | 1 | 1 | ½ | 1 | ½  | ½  | 6½     | 31.25     |
| 3  | Valentina Kozlovskaya (URS) | 0 | 0 | - | 1 | 1 | ½ | ½ | 1 | 1 | ½  | 1  | 6½     | 28.75     |
| 4  | Marta Litinskaya (URS)      | ½ | 1 | 0 | - | 1 | ½ | ½ | ½ | 0 | 1  | 1  | 6      | 28.00     |
| 5  | Mária Ivánka (HUN)          | ½ | ½ | 0 | 0 | - | ½ | 1 | ½ | 1 | 1  | 1  | 6      | 25.00     |
| 6  | Tatiana Zatulovskaya (URS)  | ½ | 0 | ½ | ½ | ½ | - | 0 | ½ | 1 | ½  | 1  | 5      |           |
| 7  | Petra Feustel (GDR)         | ½ | 0 | ½ | ½ | 0 | 1 | - | ½ | ½ | 0  | 1  | 4½     | 21.00     |
| 8  | Gertrude Baumstark (ROU)    | 0 | ½ | 0 | ½ | ½ | ½ | ½ | - | ½ | 1  | ½  | 4½     | 20.00     |
| 9  | Brigitte Hofmann (GDR)      | ½ | 0 | 0 | 1 | 0 | 0 | ½ | ½ | - | ½  | 1  | 4      |           |
| 10 | Diane Savereide (USA)       | 0 | ½ | ½ | 0 | 0 | ½ | 1 | 0 | ½ | -  | 0  | 3      |           |
| 11 | Narelle Kellner (AUS)       | 0 | ½ | 0 | 0 | 0 | 0 | 0 | ½ | 0 | 1  | -  | 2      |           |

## Matchs des candidates 1977-78
Les trois premières de chacune des deux interzonales ont été rejointes par les têtes de série Alexandria et Levitina, finalistes du dernier tournoi des candidates. Ces huit joueuses ont disputé une série de matches à élimination directe. Chiburdanidze, 16 ans, a battu Kushnir en finale, gagnant ainsi le droit de défier la championne en titre, Gaprindashvili.
|  | Quarts de finale        | Quarts de finale                     |                                 |    | Demi-finales | Demi-finales |  |  | Finale | Finale |
|  |                         |                                      |                                 |    |              |              |  |  |        |        |
|  | Tbilisi, Avril-Mai 1977 |                                      |                                 |    |              |              |  |  |        |        |
|  |                         |                                      |                                 |    |              |              |  |  |        |        |
|  | Maia Chiburdanidze      | 5½                                   |                                 |    |              |              |  |  |        |        |
|  | Maia Chiburdanidze      | 5½                                   | Tallinn, Septembre–Octobre 1977 |    |              |              |  |  |        |        |
|  | Nana Alexandria         | 4½                                   |                                 |    |              |              |  |  |        |        |
|  | Nana Alexandria         | 4½                                   | Maia Chiburdanidze              | 6½ |              |              |  |  |        |        |
|  | Sofia, Mai–Juin 1977    |                                      | Maia Chiburdanidze              | 6½ |              |              |  |  |        |        |
|  |                         | Elena Akhmilovskaya                  | 5½                              |    |              |              |  |  |        |        |
|  | Elena Akhmilovskaya     | Elena Akhmilovskaya                  | 5½                              | 6½ |              |              |  |  |        |        |
|  | Elena Akhmilovskaya     |                                      | Bad Kissingen, Janvier 1978     | 6½ |              |              |  |  |        |        |
|  | Tatjana Lematschko      | 5½                                   |                                 |    |              |              |  |  |        |        |
|  | Tatjana Lematschko      | 5½                                   | Maia Chiburdanidze              | 7½ |              |              |  |  |        |        |
|  | Dortmund, Mai–Juin 1977 |                                      | Maia Chiburdanidze              | 7½ |              |              |  |  |        |        |
|  |                         | Alla Kushnir                         | 6½                              |    |              |              |  |  |        |        |
|  | Alla Kushnir            | Alla Kushnir                         | 6½                              | 6  |              |              |  |  |        |        |
|  | Alla Kushnir            | Berlin ouest, Septembre–Octobre 1977 |                                 | 6  |              |              |  |  |        |        |
|  | Irina Levitina          | 3                                    |                                 |    |              |              |  |  |        |        |
|  | Irina Levitina          | 3                                    | Alla Kushnir                    | 6½ |              |              |  |  |        |        |
|  | Sochi, Avril-Mai 1977   |                                      | Alla Kushnir                    | 6½ |              |              |  |  |        |        |
|  |                         | Elena Fatalibekova                   | 3½                              |    |              |              |  |  |        |        |
|  | Elena Fatalibekova      | Elena Fatalibekova                   | 3½                              | 6  |              |              |  |  |        |        |
|  | Elena Fatalibekova      |                                      |                                 | 6  |              |              |  |  |        |        |
|  | Valentina Kozlovskaya   | 2                                    |                                 |    |              |              |  |  |        |        |
|  | Valentina Kozlovskaya   | 2                                    |                                 |    |              |              |  |  |        |        |

## Match de championnat 1978
Le match de championnat s'est déroulé à Tbilissi en 1978. Un match serré s'est terminé par la victoire de Chiburdanidze, âgée de 17 ans, sur son adversaire de 20 ans plus âgée qu'elle.
|                           | 1 | 2 | 3 | 4 | 5 | 6 | 7 | 8 | 9 | 10 | 11 | 12 | 13 | 14 | 15 | Total |
| ------------------------- | - | - | - | - | - | - | - | - | - | -- | -- | -- | -- | -- | -- | ----- |
| Maia Chiburdanidze (URS)  | ½ | ½ | ½ | 1 | 1 | ½ | 0 | ½ | 1 | ½  | 0  | ½  | 1  | ½  | ½  | 8½    |
| Nona Gaprindashvili (URS) | ½ | ½ | ½ | 0 | 0 | ½ | 1 | ½ | 0 | ½  | 1  | ½  | 0  | ½  | ½  | 6½    |